# Cycas arnhemica
Cycas arnhemica es una especie de cícada del género Cycas, de la familia Cycadaceae, del orden Cycadales.

## Distribución
Cycas arnhemica se distribuye por Territorio del Norte, Australia. Crece principalmente en el bioma tropical estacionalmente seco.

## Taxonomía
Fue descrita científicamente por Kenneth D. Hill. Fue publicado por primera vez en Telopea 5: 693 en 1994.